# Эскимосская мифология
Эскимо́сская мифоло́гия — мифология эскимосов, во многом схожая с верованиями других народов приполярных районов. Эскимосские традиционные религиозные практики кратко могут быть охарактеризованы как форма шаманизма, основанная на анимистских принципах.
В некоторых отношениях эскимосская мифология расширяет общее понятие мифологии. Например, в отличие от древнегреческой мифологии, по крайней мере некоторое количество людей непрерывно верили в неё начиная с далёкого прошлого и по настоящее время включительно. Несмотря на то, что основной религиозной системой эскимосов сегодня является христианство, многие эскимосы всё ещё хранят веру по крайней мере в некоторые элементы своей традиционной мифологии. Существует точка зрения, по которой эскимосы в какой-то степени адаптировали традиционные верования к христианству, при этом другая точка зрения утверждает, что верно противоположное: эскимосы адаптировали христианство к своему взгляду на мир.
Традиционная космогония эскимосов не является религией в обычном теологическом смысле, и схожа с тем, что называется мифологией, только тем, что рассказывает о мире и месте человека в нём. По словам эскимосского писателя Рэйчел Аттитук Китсуалик:
Космос эскимосов никем не управляется. Здесь нет божественных матери или отца. Нет богов ветра и создателей солнца. Нет вечного наказания в будущем, так же, как нет наказания детей родителями здесь и сейчас.
Традиционные истории, обряды и табу эскимосов настолько связаны с исполненной благоговения и страха культурой, порождённой суровой окружающей средой.

## Анирниит
Эскимосы верят, что все вещи имеют дух или душу (на инуктитуте: «анирник» — дыхание; мн.ч. «анирниит»), как и люди. Эти духи остаются и после смерти — всеобщее верование, присутствующее практически во всех человеческих обществах. Однако вера в проницаемость духа — основа эскимосской мифологической структуры — имеет некоторые последствия. Согласно эскимосской поговорке «Великая опасность нашего существования в том, что наша пища целиком состоит из душ». Из веры, что все вещи — в том числе животные — имеют души, подобные человеческим, следует, что убийство животного слабо отличается от убийства человека. Поэтому охота не считается убийством. Зверь сам приходит к человеку в гости, только привести его надо с помощью гарпуна или копья. После съедения определенную часть животного кидают обратно в море или в тундру, чтоб он восстановился. Мотив воскрешения съеденного животного используется в многочисленных сказках.
Как только анирник мертвого — животного или человека — освобождается, он волен отомстить. Дух мертвеца может быть умиротворен только соблюдением обычаев, табу, и выполнения правильных ритуалов.
Суровость и беспорядочность жизни в Арктике обеспечивает постоянный страх эскимосов перед невидимыми силами. Неудачный период жизни может убить человека, и просьба предметов, необходимых для ежедневного существования, у потенциально сердитых и мстительных, но невидимых сил — общее следствие неустойчивого существования даже в современном обществе. Оскорбить анирник для эскимосов значило рисковать вымереть. Главная роль шамана в эскимосском обществе состояла в том, чтобы видеть духов и общаться с ними, а потом советовать и напоминать людям о ритуалах и табу, которыми можно их умиротворить.
Примерами проявления анирниит являются северное сияние — души умерших детей, играющие на небе в мяч, дождь — слезы душ умерших, переселившихся в верхний мир.
Анирниит рассматривается как часть силлы — неба или воздуха вокруг — и лишь на время приходит оттуда. Хотя анирник каждого свой собственный, сформированный жизнью и телом, в котором он обитает, он является и частью некоего большего целого. Это дает возможность занимать энергию или свойства анирника, принимая его имя. Более того, духи одного класса предметов — будь это морские животные, белые медведи, растения — в некотором роде одно и то же, и могут быть призваны посредством некоторого хранителя или хозяина, который в каком-то виде связан с этим классом предметов. В некоторых случаях именно анирник человека или животного становится фигурой почитания или воздействия на животное посредством некоторых действий, излагаемых в сказках. В других случаях такой фигурой туурнгак, как описано ниже.
С приходом христианства анирник стал обозначать душу в христианском смысле. Это базисное слово для большого количества других христианских терминов: «анирнисиак» значит ангел, а Бог выражается как «анирниалук» — великий дух.

## Туурнгаит
Некоторые духи по природе не привязаны к физическим телам. Они называются «туурнгаит» (ед.ч. «туурнгак»; «тунгак», «тугынгак» — диалектные варианты) и считаются злобными и чудовищными, ответственными за неудачную охоту и сломанные инструменты. Они могут также овладеть человеком, как в легенде Атанарюат. Шаманы могут сражаться с ними и изгонять, или не впускать их с помощью ритуалов; также они могут быть пойманы шаманами или порабощены ими, чтоб затем использоваться против свободных туурнгаит.
С христианизацией туурнгак принял добавочное значение демона в христианской системе веры.

## Ангакуит

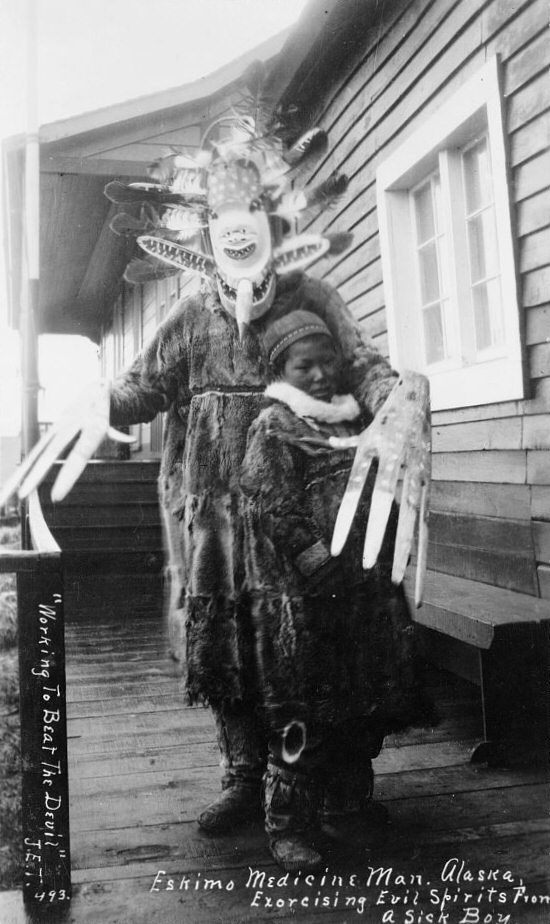
Шаман

Шаман (инуктитут: ангакук иногда произносится как ангакок'; мн.ч. ангакуит, также чаплинский юпик: алигналӷи) сообщества эскимосов был не вождём, а скорее целителем и психотерапевтом, с помощью двойника или помощника в виде доброго духа излечивающим раны и дающим советы, возвращающим домой потерявшихся охотников, вызывающий хорошую погоду и т. д., а также призывающим на помощь людям духов, или отгоняющим их. Его или её роль заключалась в том, чтобы видеть, толковать и заклинать неуловимое и невидимое. Шаманов никто не обучал — считалось, что они рождены с этой способностью и показывают её, когда приходит время. В процессе выполнения своих обязанностей шаманы часто использовали барабанный ритм, песни и пляски.
Функция шамана почти отмерла в христианизированном эскимосском обществе.

## Боги
Ниже приводятся примеры эскимосских мифологических персонажей, владеющих властью над какой-нибудь частью эскимосского мира:
- Седна — хозяйка морских животных. В современном иниктикутском произношении — Санна. Известна под многими именами, в том числе Нерривик, Арнаркагссак и Нулиаюк и т. д.
- Нанук — хозяин белых медведей
- Теккеитсерток — хозяин карибу

## Список существ в эскимосской мифологии
Эскимосская мифологическая традиция была записана только в последние годы, и часто с одним мифологическим персонажем связано несколько различных историй, или, напротив, одна и та же история использует различные имена в разных ареалах. Европейцы ещё сильнее запутали корпус текстов, исказив эскимосские имена при транскрибировании. Таким образом, существа в этом списке могут появляться под другими именами, или истории, с ними связанные, могут различаться у разных рассказчиков.
- А’акулууйюси — великая мать-создатель;
- Аглулик — дух, живущий подо льдом и помогающий охотникам и рыболовам;
- Адлет
- Адливун
- Аипалувик — водное божество, связанное со смертью и разрушением;
- Акна
- Акыча — солярное божество, почитаемое на Аляске;
- Алигнак — лунное божество и дух погоды, воды, приливов, затмений и землетрясений;
- Амагук — трикстер и дух-волк;
- Амарок — дух гигантского волка. Он преследует и пожирает любого, имевшего глупость в одиночку охотиться ночью, но он также может помочь людям в поддержании стад карибу здоровыми, убивая слабых и больных животных. В отличие от реальных волков, которые выходят на охоту стаями, Амарок охотится в одиночку. Иногда считается эквивалентным криптозоологическому вахиле[англ.].
- Ангута' — проводник, перевозящий души в царство мертвых, где они спят один год. Также, по некоторым мифам, он отец Седны.
- Апануугак — культурный герой, изображаемый иногда как склонный к ошибкам воин, доживший тем не менее до старости, а иногда — как трусливый злодей.
- Арнакуагсак
- Арнапкапфаалук
- Асиак — женский (или, реже, мужской) дух погоды, довольно часто вызываемый Ангакоком для хорошей погоды;
- Атаксак
- Атшен
- Ауланерк — дружественное женское водное божество, управляющее приливами, волнами и радостью.
- Ауманил — добрый и благодетельный дух. Также говорится, что это божество живет на суше и управляет движением колёс.
- Ахлут — дух, принимающий форму волка и косатки. Это злобное и опасное существо. Его можно опознать по волчьим следам, ведущим к океану и обратно.
- Вентшукумишитеу
- Игалук
- Игнирток — божество света и правды;
- Идлирагийенгет' — дух океана.
- и’ноГо тиед («дом духов») — талисман удачи и защиты, сделанный из ворвани, заключенной в шкуру морских животных.
- Инуа или Инуат — вид души, который существует во всех людях, животных, озерах, горах, растениях. Иногда персонализируется. Понятие близко к понятию маны.
- Исситок (также Иситок) — божество, наказывающее тех, кто нарушает табу. Обычно принимает форму гигантского летающего глаза.
- Ишигак — маленький народец, схожий с фэйри. Они ростом примерно 30 см (1 фут) в высоту и не оставляют следов: либо потому, что такие лёгкие, либо потому, что плывут над землёй.
- Кадлу — одна или три сестры, руководящие громом;
- Ка-Ха-Си — ленивый эскимосский мальчик, изгнанный из своего племени за то, что постоянно спал. Во сне с ним заговорила гагара и сказала спасти своё племя от голода, потому что охотники не могли найти добычу. Ка-Ха-Си обманом заставил группу моржей перебить друг друга, но его слава спасителя племени быстро испарилась. Его опять стали дразнить за его лень. Вернулся тот же сон, и Ка-Ха-Си на следующий день победил великана, который побивал всех мужчин племени в борцовских состязаниях. В итоге Ка-Ха-Си стал мудрым и многоуважаемым шаманом.
- Кеелут — хтонический дух, похожий на безволосую собаку;
- Кигатилик — злобный и жестокий демон, известный, главным образом, убийством шаманов;
- Кикирн — дух в виде большой лысой собаки. Это устрашающее, но пугливое и глупое существо. Собаки и люди от него убегают, а он убегает от собак и людей. Волосами покрыты только его ступни, уши, пасть и кончик хвоста.
- Малина
- Матшишкапеу (мифология инну)
- Мать Карибу — божество, порождающее карибу, важнейший источник пропитания эскимосов. Это огромное существо, вши на котором — люди и карибу.
- Нанук
- Негафук' — дух погодных систем, особенно зимних и холодных.
- Нерривик
- Нутаикок — божество, управляющее айсбергами и ледниками.
- Нуялик — женское божество охоты на суше.
- Пана
- Пинга («та, кто наверху в высоте») — божество охоты, плодородия и медицины. Она также проводник новоумерших душ в Адливун.
- Пуккеенегак — женское божество детей, беременности, родов и изготовления одежды.
- Седна — божество морской охоты (китоловства, рыболовства и т. д.)
- Силап Инуа
- Таркуиуп Инуа — лунное божество
- Теккеицерток — дух охоты и хозяин оленей, один из важнейших охотничьих духов в пантеоне.
- Торнгасоак (или Торнгасак') — очень могущественный небесный дух, одно из наиболее важных божеств в эскимосском пантеоне.
- Торнарсук — дух царства мертвых и глава духов-охранителей, известных как торнат.
- Тулугаак является создателем света.
- Тупилак — мстительный дух, заточённый в амулет.
- Тутега' — мудрая старушка-дух, живущая в каменной землянке, умеющая ходить по воде;
- Тыгиса
- Тыкывак
- Хозяин Карибу (мифология инну)
- Эйекалдук (Eeyeekalduk) — божество медицины и доброго здоровья